# Antônio Garcia Filho
Antônio Garcia Filho (Uruguaiana, 21 de agosto de 1926 - Rio de Janeiro, 23 de fevereiro de 1999) foi um militar, político e professor brasileiro. 

## Família
Filho de Antônio Garcia e de Brandina Machado Garcia, Antônio Garcia Filho nasceu em Uruguaiana. Casou-se com Lair Lopes Garcia, com quem teve três filhos.

## Carreira militar
Em outubro de 1944 ingressou como voluntário na Força Expedicionária Brasileira na cidade de Santa Maria, sendo enviado para lutar na Itália durante a Segunda Guerra Mundial. Garcia Filho foi promovido a terceiro-sargento em 1945, sendo transferido em 1947 para o Rio de Janeiro, onde trabalhou na Escola de Infantaria da Vila Militar. Em 1948, foi promovido a segundo-sargento, período em que realizou curso na Escola de Instrução Especializada.

## Carreira política
Durante o governo de João Goulart, soldados, marinheiros e sargentos criaram um movimento para obter representação política. Líder do Comando Nacional dos Sargentos, Garcia Filho foi escolhido para concorrer ao mandato de deputado federal, sendo eleito pelo PTB da Guanabara. Tomou posse no cargo em 1 de fevereiro de 1963, participando da Frente Parlamentar Nacionalista e sendo membro efetivo da Comissão de Segurança Nacional.
No exercício do mandato, Garcia Filho apresentou 8 projetos de lei para regulamentar o salário e a promoção dos sargentos no Exército Brasileiro. Buscou ainda obter o status de utilidade pública para a Biblioteca Israelita Brasileira Scholem Aleichem, no Rio de Janeiro, e para o Clube Sargento Wolff, em Recife. Todas as suas proposições foram eventualmente arquivadas pela Mesa Diretora.
Por ter sido o único sargento a ser empossado - os pedidos de anulação eram regionais e ninguém requisitou sua impugnação -, buscou garantir o mandato dos demais sargentos eleitos. Em setembro de 1963, o Supremo Tribunal Federal decidiu pela inelegibilidade dos sargentos, ocasionando a Revolta dos Sargentos, que não teve sucesso sem a adesão dos membros do Exército. Subsequentemente, participou da manifestação no Automóvel Clube do Brasil, em 30 de março de 1964.
Em 9 de abril de 1964, Garcia Filho teve os direitos políticos cassados pelo Ato Institucional n.º 1, nos termos do Ato nº2 de 10 de abril do Comando Supremo da Revolução.

## Vida posterior e morte
Após a cassação, foi levado para se refugiar na Embaixada da Iugoslávia em Brasília. Garcia Filho tentou organizar a resistência armada à ditadura militar, vivendo clandestinamente em Goiás, São Paulo e Rio de Janeiro, até ser preso no Departamento de Ordem Política e Social por 41 dias em 1970. Após ser libertado, foi expulso do Exército. A partir daí, foi representante comercial da empresa de rações Anhangüera e proprietário de uma loja no Mercadão de Madureira.
Com a anistia de 1979, Garcia Filho passou para a reserva como primeiro-tenente, apesar de ter direito a ser capitão. Tornou-se, então, membro da Associação dos Militares Atingidos pelos Atos Institucionais. Candidatou-se em 1982 a deputado federal pelo Partido dos Trabalhadores, obtendo somente a suplência. Antônio Garcia Filho faleceu no Rio de Janeiro em 23 de fevereiro de 1999.